# Apanteles usipetes
Apanteles usipetes är en stekelart som beskrevs av Nixon 1965. Apanteles usipetes ingår i släktet Apanteles och familjen bracksteklar. Inga underarter finns listade i Catalogue of Life.